# Costanzo Beschi

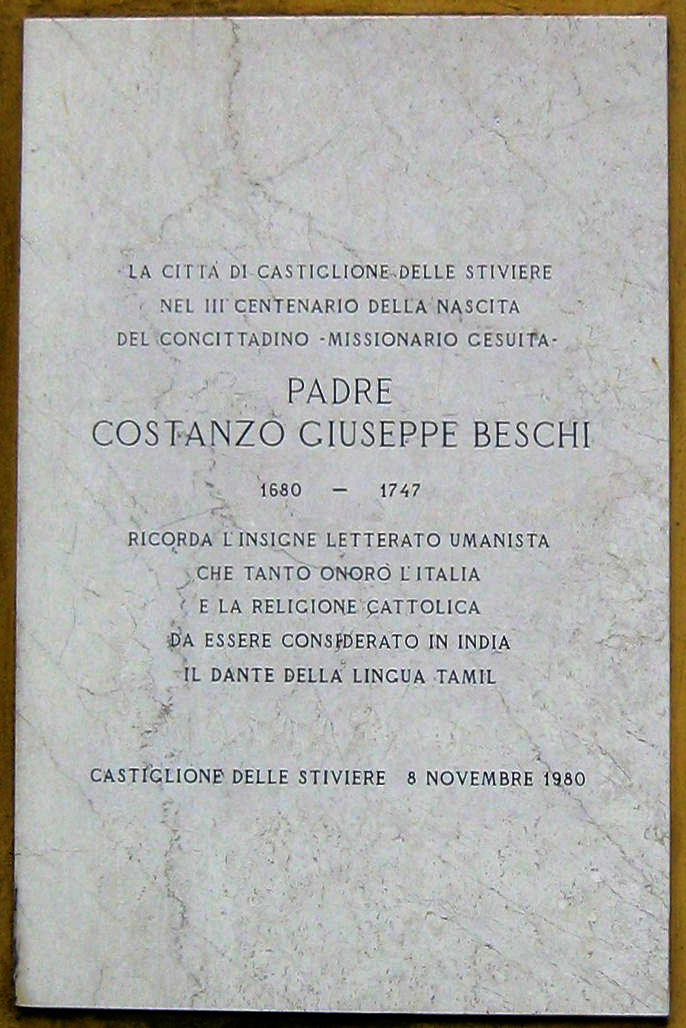
Hommage de sa ville natale

Costanzo Giuseppe Beschi (ou Constant Beschi), connu également sous son nom tamoul de Viramamunivar (வீரமாமுனிவர்), né le 8 novembre 1680 à Castiglione delle Stiviere (Duché de Milan, Empire espagnol), et décédé le 4 février 1747 à Ambazhakad, au Kerala (Inde), est un prêtre jésuite italien, missionnaire en Inde du Sud. Ayant acquis une grande maîtrise de la langue tamoule, et ses écrits étant populaires, il est parfois considéré comme le père de la littérature tamoule moderne.

## Biographie
Issu de la même région que Saint Louis de Gonzague (Castiglione delle Stiviere) pour lequel il a une grande admiration, Beschi fait ses études au Collège jésuite de Mantoue. Admis dans la Compagnie de Jésus le 21 octobre 1698 il fait son noviciat à Ravenne et ses études à Bologne. À sa demande auprès du supérieur général Michelangelo Tamburini, il est orienté vers la Mission du Maduré (en Inde du sud). Arrivé à Goa en octobre 1710, il se trouve déjà dans la Mission du Maduré en mai 1711. Il fait son troisième An au noviciat d'Ambazhakad.
Durant les six premières années, il œuvre pastoralement à des postes qui lui permettent de s’initier à la langue tamoule : Tirunelveli, Ramanathapuram, Thanjavur, Madurai et Tiruchirappalli. Il abandonne la soutane noire pour adopter l’habit du ‘pandaraswami’. Cependant son travail se concentre sur Elakkurichi et ses environs (près de Tiruchirappalli). Il y est confronté, en 1714-1715, à l’opposition de la part de roitelets hindous dont le pouvoir et l’ascendant sont menacés par l’influence de Beschi. Cela tourne à la persécution. À Gurukalpatti sa modeste résidence et son église sont détruites, et il est même condamné à mort pour avoir introduit de l’or. La sentence est suspendue lorsqu’un orfèvre consulté révèle que cet or est en fait du cuivre... Il écrit à cette occasion : « le billot était prêt. Avec une joie dont j’ai rarement fait l’expérience j’étais prêt à recevoir la palme du martyre».

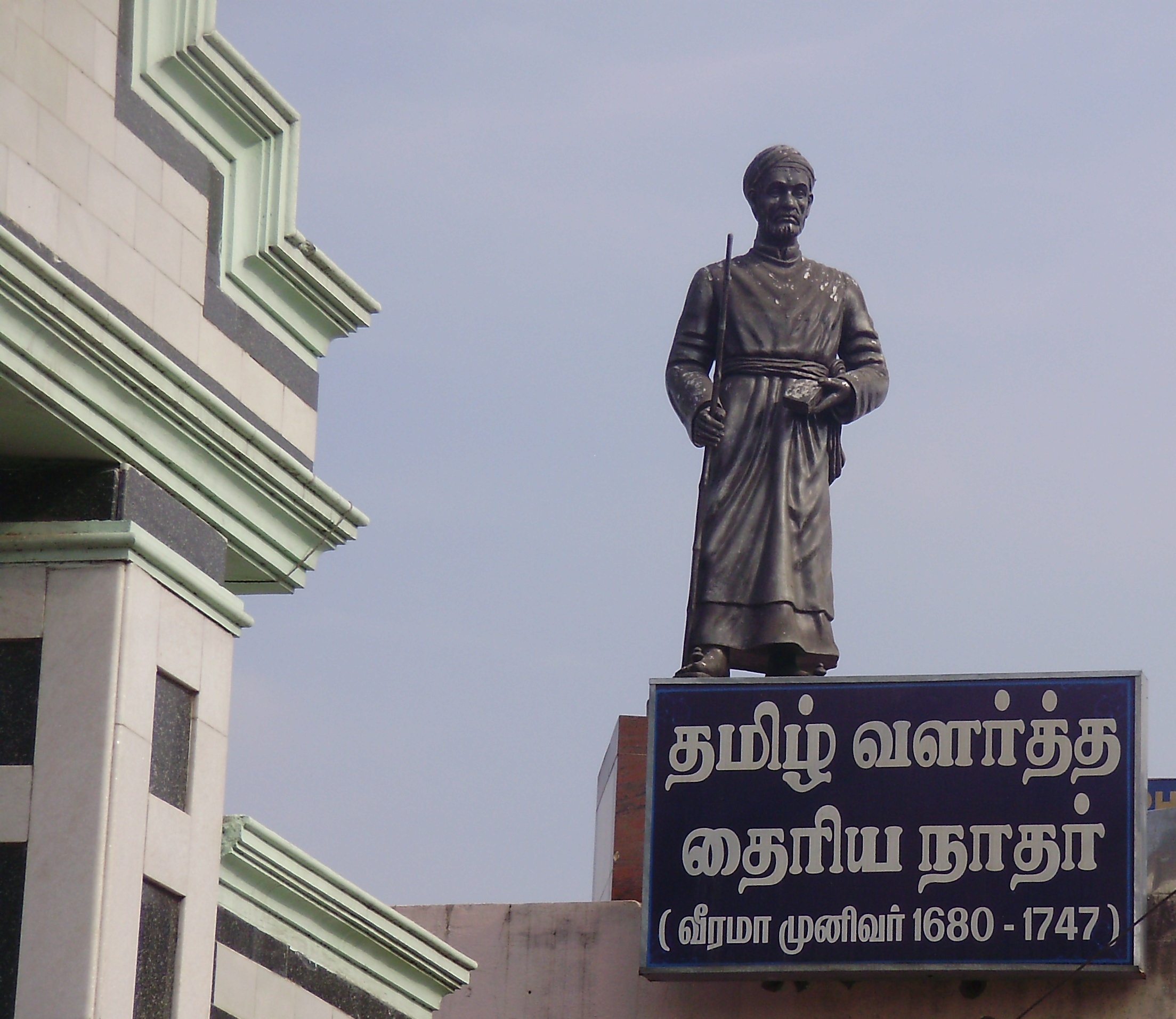
Hommage public à Viramamunivar [Beschi] (Tiruchirapalli)

Lorsque les caciques hindous se battent, rendant les sorties pastorales dangereuses, il se consacre à l'étude de la langue tamoule et y fait de grands progrès. Ainsi il commence à combiner le travail missionnaire traditionnel avec l’apostolat de la plume et l'activité sociale.
Inspiré par ses prédécesseurs il adopte la façon externe de vie d'un 'samnyâsin' (ascète indien), avec la robe de couleur safran. Même l’architecture des églises qu’il construit à Konankupuram et Elakkurichi adopte des lignes réminiscences des temples hindous. Leur statuaire relève de l’art et sculpture indienne.
Il se lie d’amitié avec un officier moghol important, Chanda Sahib. Grâce à son soutien et sa protection, il parvient à défendre les chrétiens du harcèlement dont ils sont sujets de la part de soldats musulmans. Il obtient des terrains pour la construction de chapelles. Il est dit qu'il baptisa environ 12 000 personnes. Il œuvre surtout dans la région de Tanjore (Thanjavur) jusqu'en 1738. Lorsque son protecteur meurt, Beschi est transféré à Thoothukudi (1740) sur la Côte des pêcheurs, où il demeure presque jusqu’à la fin de sa vie.
En 1746, il est visiteur canonique de la Mission de Maduré. Au cours de l'enquête préparatoire à la  béatification de Jean de Britto, et en raison de sa bonne connaissance des langues et coutumes de la région il est chargé par l’évêque de Mylapore de recueillir les témoignages sur les miracles qui se sont produits.
Non seulement doit-il faire face à l’opposition de non-chrétiens Beschi a également des problèmes avec les missionnaires luthériens danois installés depuis 1706 à Tranquebar. Il utilise son talent d’écrivain pour exposer la position catholique et réfuter auprès du public Tamoul les objections des protestants, ce qui suscita en réponse de nombreuses publications protestantes.
Vers la fin de sa vie, Beschi s’intéresse également à la médecine tamoule que, à Ambazhakad, il pratique pour soulager les malades. On lui attribue le livre de médecine ‘Nasa kantam’. Les termes médicaux de son dictionnaire de tamoul courant montrent à l’évidence qu’il connaissait la médecine locale.
La tradition orale locale (parmi les chrétiens) abonde d’histoires et d'anecdotes tirées de débats entre Beschi et les ascètes hindous, avec Viramamunivar l’emportant chaque fois... Cependant son grand poème épique, le Thembavani est une preuve évidente de son esprit de dialogue, car il y utilise souvent des phrases, des idées et des mythes caractéristiques de l'Hindouisme. Ce même esprit de dialogue amical et d’inculturation l'a amené à traduire en latin, et expliquer, le célèbre Tirukkural, qui substituait en partie la lecture des anciens Védas. il permit ainsi au monde occidental de découvrir des exemples de sagesse, de bonté et de beauté dans une religion et culture non-chrétienne.
Costanzo Beschi meurt au noviciat jésuite d’Ambazhakad (au Kerala) le 4 février 1747. Il est sans doute le Jésuite du XVIIIe siècle le mieux connu au Tamil Nadu.

## Écrits

### Thembavani
Thembavani (la guirlande inaltérable), est une très célèbre épopée chrétienne, en trente-six chansons et 3.615 strophes, composée avec un commentaire en tamoul simple. Elle raconte la vie de Saint Joseph, entrelacée de celles de Jésus et de Marie. La première partie retrace des événements de l'Ancien Testament, le deuxième raconte le Nouveau Testament, et la troisième couvre des aspects de la théologie missionnaire du XVIIIe siècle. L’influence le la grande poésie latine etitalienne s’y fait sentir, comme celles de Virgile, Dante et Tasso mais également des auteurs classiques tamouls tels  Tiruvalluvar, Ilango Adigal, Thirutthakka, Thevar et Kambar. Il a également écrit une autre épopée de genre mineur en l'honneur de la sainte martyre légendaire Quitterie, en vue de fortifier la foi des chrétiens persécutés.

### Œuvres en prose
Ses œuvres en prose incluent des écrits polémiques contre les missionnaires protestants et des œuvres didactiques pour l'instruction des catholiques et de la formation des catéchistes. Il a composé trois dictionnaires (Caturakarati). Le premier fut un dictionnaire Latin-Tamoul. Le deuxième uniquement en Tamoul contient des particularités idiomatiques de la langue et des aspects des mœurs de l’époque. Le troisième - Portugais-Latin-Tamoul - fut composé pour venir en aide aux missionnaires dont il fut le vade-mecum dans leur ministère apostolique. Sa grammaire eut de l’influence sur l’évolution de la langue tamoule.

## Aujourd’hui
Au Tamil Nadu d’aujourd’hui Costanzo Beschi est surtout connu comme un l’un des samnyâsins chrétiens venu d’Italie en Inde, qui est devenu un poète et érudit tamoul de grande envergure, ayant contribué à faire connaître le Tirukkuṟaḷ à l'Occident. Son nom est Viramamunivar (c’est-à-dire : Ascète héroïque). En 1968, une statue est érigée en son honneur sur la promenade qui borde le bord de mer à Madras (Chennai), capitale du Tamil Nadu, en reconnaissance pour sa contribution exceptionnelle à la littérature et à langue tamoule. D’autres honneurs similaires lui furent accordés à Madurai, la ville sainte.

## Écrits
En 1826, paraît chez J.-S. Merlin à Paris sous la traduction de l'abbé Dubois, les Aventures du gourou Paramarta, conte drôlatique indien, sans nom d'auteur. Il est aujourd'hui avéré que c'est un texte recueilli à l'origine par Beschi. Le texte fut réédité en 1877 avec des illustrations dans le style grotesque.
- Vulgaris Tamulicae linguae dictionarium, Trichinopoly, 1872.
- Saduragarâdi (triple dictionnaire), Pondichery, 1875.
- Tembâvani (Guirlande inaltérable), 3 vol., Pondichery, 1927-1928.
- Kitheriammâl Ammâney (poème à la gloire de Sainte Quitterie), Madrás, 1849.
- Vediar Ollukkam (manuel pour catéchistes), Pondichery, 1898.
- Vêda Vilakkam (explication de la religion), Pondichery, 1898.